# Parque Nacional de Kaziranga

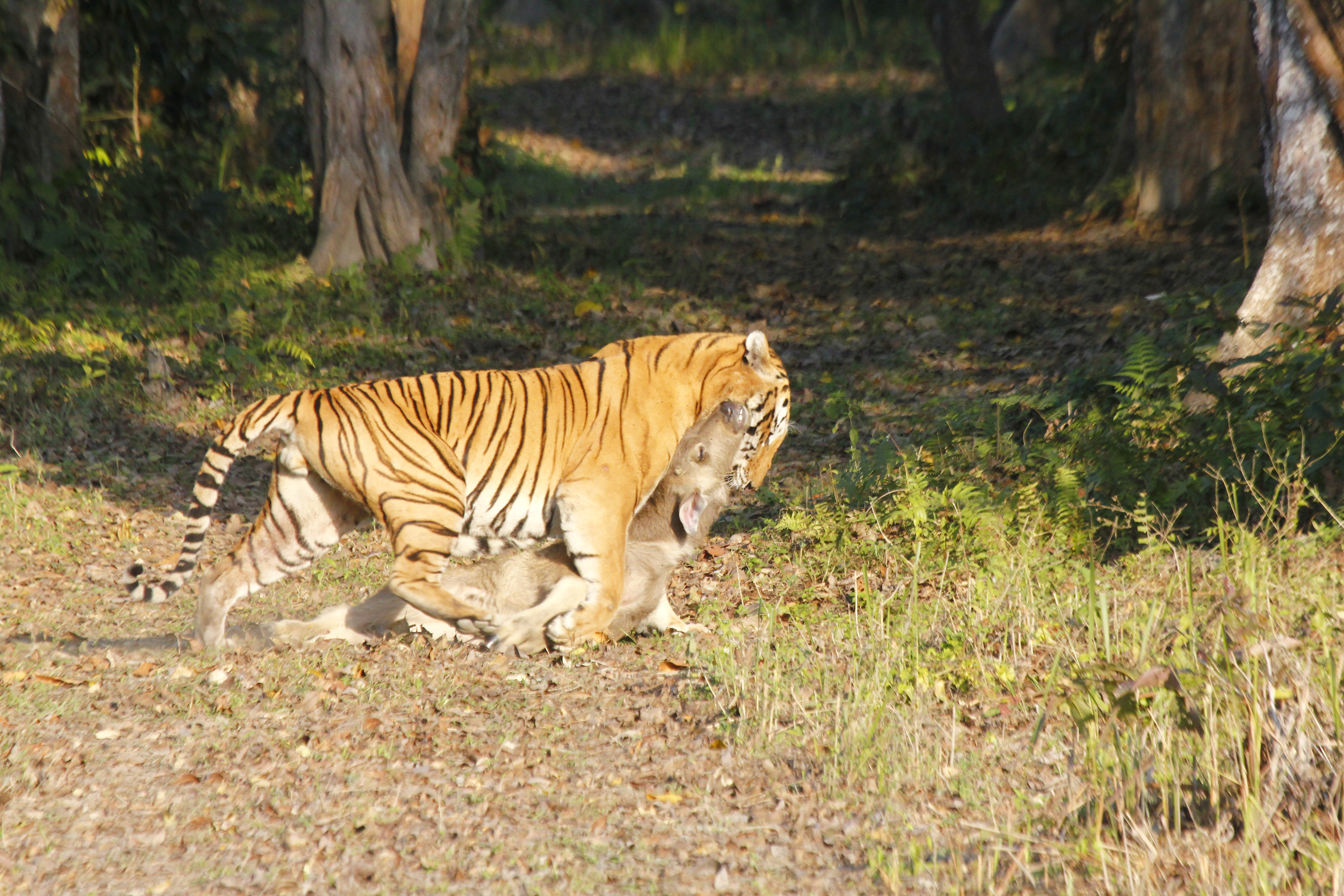
Tigre carregando uma presa no parque nacional de kaziranga

O Parque Nacional de Kaziranga, com 430 km², situa-se no estado de Assam,  no nordeste indiano. O Parque Nacional de Kaziranga é famoso por ser o refúgio mais importante do rinoceronte-indiano. Atualmente vivem nesta reserva 1200 exemplares, ou seja, as 75% da população mundial da espécie. Também habitam aqui tigres, elefantes, búfalos, cervos, golfinhos-do-ganges e milhares de aves.
Foi declarado Património Mundial da Unesco em 1984.